# Botorrita
Botorrita è un comune spagnolo di 482 abitanti situato nella comunità autonoma dell'Aragona. Nelle sue immediate vicinanze sorgeva la città, prima celtibera, poi romana, di Contrebia Belaisca. In quest'ultima furono rinvenuti, negli anni novanta, alcuni bronzi scritti in celtibero con caratteri iberici e in latino di fondamentale importanza per la comprensione degli idiomi preromani nella penisola iberica.